# Bécherel
Bécherel (tiếng Breton: Begerel, Gallo: Becherèu) là một xã của tỉnh Ille-et-Vilaine, thuộc vùng Bretagne, miền tây bắc nước Pháp.

## Thị trấn sách
Bécherel là một ngôi làng nhỏ với biệt hiệu là "làng sách" vì có đến 15 hiệu sách cho 660 cư dân.

## Dân số
Cư dân của Bécherel được gọi là Bécherellais trong tiếng Pháp.

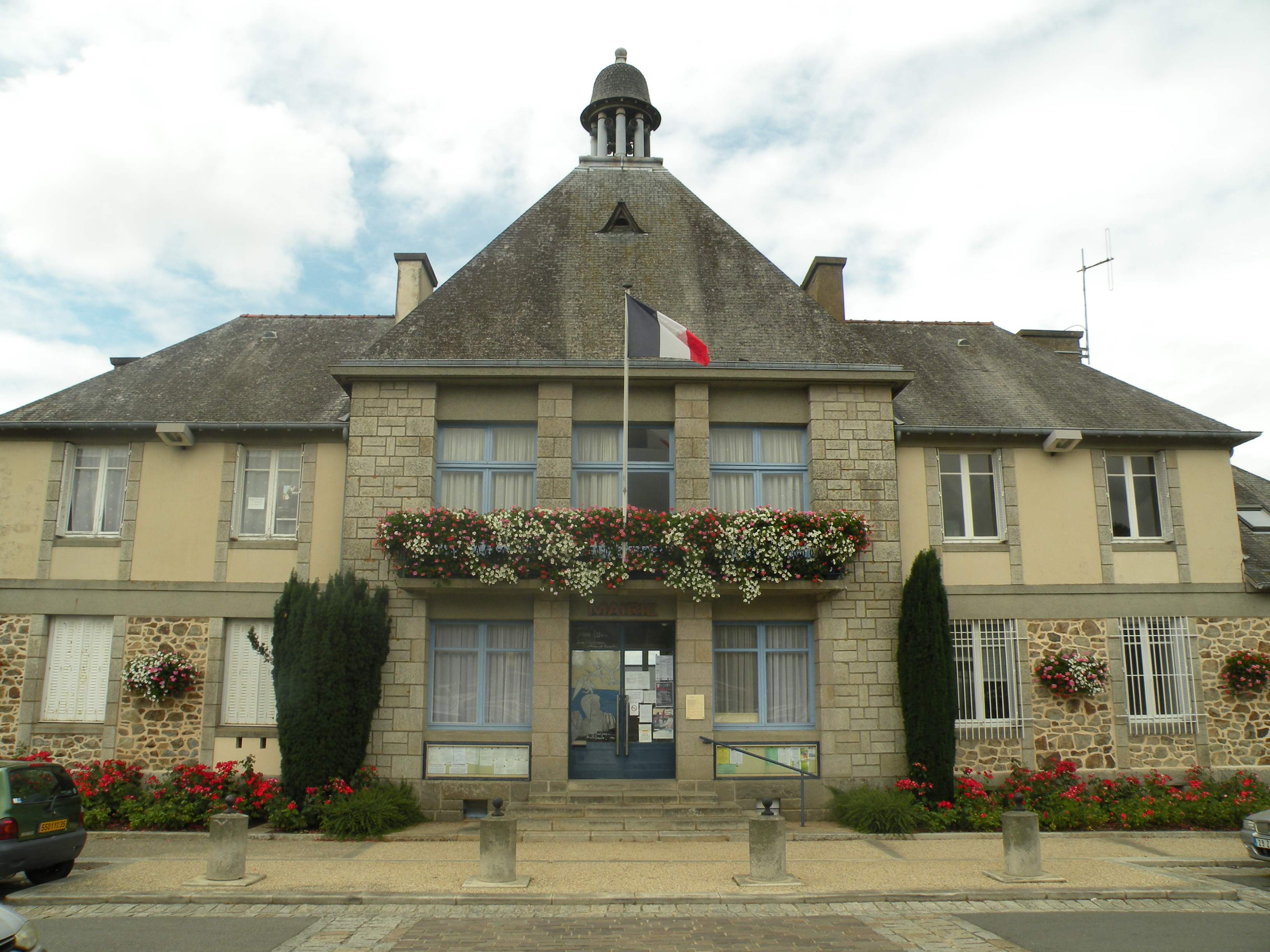
Tòa thị chính